# Fondation des martyrs
La Fondation des martyrs (en persan : ﺑﻨﻴﺎﺩ ﺷﻬﻴﺪ, Bonyād-e Shahid) est à la base une fondation caritative (Bonyad en persan) proche du gouvernement de Téhéran, et financée par l'État. La fondation est fortement active dans le secteur économique et commercial puisqu'elle possède une centaine d'entreprises. C'est cette fondation qui avait mis à prix dans un premier temps la tête de l'auteur des Versets sataniques, Salman Rushdie, pour 2,8 millions de dollars et qui a réitéré son appel au meurtre le 16 février 2006, faisant ainsi suite à la fatwa émise par Khomeini 17 ans auparavant.
La Fondation des martyrs est présidée par Amir-Hossein Ghazizadeh Hashemi depuis 2021. Il ne rend des comptes qu'au Guide suprême de la République islamique d'Iran.

## Contexte originel de la création de cette fondation
Au lendemain de la chute du dernier Chah d'Iran, Khomeini ordonna la création de la cette fondation avec pour mission d’identifier toutes les victimes de l’ancien régime entre 1963 et 1979 et d'apporter une aide financière à leur famille. L'identification des victimes aurait dû être rendue publique à la fin des années 1990, mais au dernier moment, les chiffres n'ont pas été publiés car les chiffres annoncés pendant la révolution par Khomeini étaient bien au-dessus des chiffres réels.
Selon le Washington Institute for Near East Policy, un think tank pro-israélien, cette fondation finance le terrorisme, puisqu'elle a admis avoir versé des fonds aux familles des poseurs de bombe du Hamas.